# Koporo Pen
Koporo Pen è un comune rurale del Mali facente parte del circondario di Koro, nella regione di Mopti.
Il comune è composto da 16 nuclei abitati:
- Béréli
- Déou
- Don
- Gomou
- Goro
- Gueourou-Dogon
- Gueourou-Peulh
- Koporo Pen
- Korolou
- Koumbogourou-Dogon
- Koumbogourou-Peulh
- Oro
- Sagourou
- Samani-Dogon
- Samani-Peulh
- Sassogou